# ヘノック・アブラハムソン
へノック・アンドレアス・アブラムソン（Henock Andreas Abrahamsson、1909年10月26日 - 1958年4月23日）は、スウェーデン・ヨーテボリ出身の元サッカー選手。ポジションはGK。ゴールダBKというクラブでプレーし、1938年には1938 FIFAワールドカップに出場し、スウェーデン代表の全3試合に出場した。